# Slag bij Blanchetaque
De Slag bij Blanchetaque werd op 24 augustus 1346 gevochten tussen een Engels leger onder koning Eduard III en een Franse troepenmacht onder het bevel van Godemar du Fay. Het gevecht was onderdeel van de Crécyveldtocht van Eduard III, die plaatsvond tijdens het begin van de Honderdjarige Oorlog. Het Engelse leger was op 12 juli aan land gekomen op het schiereiland Cotentin. Het had vervolgens een spoor van vernieling achtergelaten in enkele van de rijkste gebieden van Frankrijk en was Parijs tot op 32 km genaderd. De Engelsen marcheerden vervolgens naar het noorden, waar zij hoopten zich aan te sluiten bij een geallieerd Vlaams leger, dat vanuit Vlaanderen Frankrijk was binnengevallen. Koning Filips VI van Frankrijk was hen echter te slim af en liet alle bruggen en voorden langs de rivier de Somme beveiligen; hij volgde de Engelsen op de voet met zijn eigen veldleger. Het gebied was verder van alle voedselvoorraden ontdaan en daarmee zaten de Engelsen in essentie gevangen.
Eduard hoorde echter over het bestaan van de voorde Gué de Blanchetaque, ongeveer 16 km van de zee, en marcheerde erheen. Daar stond de troepenmacht van du Fay hem al op te wachten. Zodra de eb het water afdoende had laten zakken, liep een aantal Engelse boogschieters tot halverwege de rivier en begonnen ze de Franse kruisboogschutters te bestoken. Een Franse cavalerie-eenheid probeerde de boogschieters terug te drijven, maar zij werd op hun beurt weer aangevallen door Engelse voetsoldaten. Na een chaotisch gevecht in de rivier werden de Fransen teruggedrongen en na verdere Engelse versterkingen, sloegen de Fransen op de vlucht. De Fransen hadden meer dan de helft van hun soldaten verloren, tegen slechts kleine verliezen aan Engelse zijde. Twee dagen na de slag bij Blanchetaque werd het Franse leger van Filips IV met zware verliezen verslagen tijdens de Slag bij Crécy. Eduard eindigde zijn veldtocht door Calais te belegeren, wat na twaalf maanden in Engelse handen viel, waardoor de Engelsen een toevoerhaven kregen in Noord-Frankrijk die ze tweehonderd jaar lang bezet hielden.

## Achtergrond
Sinds de Normandische verovering van Engeland in 1066 hadden Engelse koningen grond bezeten in Frankrijk, op basis waarvan ze leenmannen waren voor de koningen van Frankrijk. Deze status was gedurende de middeleeuwen een grote bron van conflicten tussen de twee koninkrijken. De Engelse bezittingen in Frankrijk wisselden qua omvang door de eeuwen heen, maar in 1337 waren enkel Gascogne in Zuidwest-Frankrijk en Ponthieu in het noorden nog Engels bezit. Na een reeks ruzies tussen Filips VI van Frankrijk en Eduard III van Engeland besloot de Franse koning op 24 mei 1337 dat het hertogdom Aquitanië, wat het grootste deel van Gascogne vormde, weer Frans gebied zou moeten worden omdat Eduard verzaakt had in zijn plichten als leenman. Dit vormde het begin van de Honderdjarige Oorlog.
Begin 1345 was Eduard van plan Frankrijk op drie fronten aan te vallen: een kleine troepenmacht zou naar Bretagne zeilen, een iets groter leger zou naar Gascogne gaan onder het beval van Hendrik van Grosmont en de hoofdmacht zou met de koning naar Noord-Frankrijk of Vlaanderen reizen. De Fransen verwachtten al dat de Engelsen het zwaartepunt van hun operaties in Noord-Frankrijk zouden leggen. Daarom stuurden ze alle beschikbare middelen naar het noorden en stelden ze het plan op om hun leger op 22 juli bij Atrecht te verzamelen. Het zuidwesten van Frankrijk en Bretagne werden aangemoedigd vooral op zichzelf te vertrouwen.
Het Engelse leger vertrok op 29 juni 1345 en ging voor Sluis in Vlaanderen voor anker. Eduard werd plotseling bedreigd door het verlies van zijn Vlaamse bondgenoten en om dit te voorkomen ging hij aan land om diplomatie te bedrijven. Hoewel de Vlaamse situatie op 22 juli nog niet opgelost was, konden de mannen en paarden niet langer aan boord van hun schepen blijven en de vloot vertrok weer, met waarschijnlijk de bedoeling in Normandië aan land te gaan. Het werd echter uit elkaar getrokken door een zware storm en in de weken erna wisten losse schepen in Engelse havens te ontschepen. Er vond nog een week vertraging plaats, omdat de koning en zijn raadgevers niet goed wisten wat ze nu zouden moeten doen. Het was immers niet langer mogelijk om nog voor het invallen van de winter actie te ondernemen. Hier was Filips VI zich ook van bewust en hij stuurde versterkingen naar Bretagne en Gascogne. Gedurende 1345 trok Hendrik van Grosmont aan het hoofd van een Engels-Gascons leger als een wervelwind door Gascogne. Hij versloeg twee grote Franse legers bij achtereenvolgens Bergerac en Auberoche, veroverde de meeste steden en forten in Périgord en Agenais en gaf de Engelsen een stevig steunpunt in Gascogne.
Jan, hertog van Normandië en de zoon van Filips VI, kreeg het commando over alle Franse strijdkrachten in het zuidwesten van Frankrijk. In maart 1346 marcheerde een Frans leger van tussen de 15.000 en 20.000 man, veel groter dan het Engels-Gasconse leger, naar Gascogne. Zij belegerden de strategisch en logistieke belangrijke stad Aiguillon op 1 april. De dag erna werden  in het zuiden van Frankrijk alle gezonde mannen te wapen geroepen. Alle Franse financiële, logistieke en militaire mogelijkheden waren gericht op dit offensief.
Ondertussen verzamelde Eduard een nieuw leger en bracht hij meer dan 700 schepen samen om het te vervoeren; op dat moment de grootste Engelse vloot ooit verzameld. De Fransen wisten hiervan, maar gezien de moeilijkheden van het uitladen van een leger buiten een haven en het bestaan van in bevriende handen zijnde havens in Bretagne en Gascogne, namen de Fransen aan dat Eduard naar een van die gebieden zou varen. En dan zeer waarschijnlijk naar Gascogne, om Aiguillon te ontzetten. Om tegen de mogelijkheid van een Engelse landing in Noord-Frankrijk te beschermen, vertrouwde Filips op de macht van zijn zeestrijdkrachten. Dit vertrouwen was echter misplaatst gezien de moeilijkheid die zeestrijdkrachten in die tijd hadden om vijandelijke vloten te kunnen onderscheppen. De Fransen wisten dan ook niet te voorkomen dat Eduard met succes het Kanaal overstak.

## Voorspel
Eduards vloot vertrok op 11 juli 1346 vanuit het zuiden van Engeland. De vloot landde de dag erna bij Saint-Vaast-la-Hougue, 32 km van Cherbourg. Het Engelse leger was ongeveer 15.000 man sterk en bestond Engelse en Welshe soldaten, aangevuld met een aantal Duitse en Bretonse huurlingen. Er zat ten minste een Normandische baron bij die ontevreden was over het beleid van Filips VI. De Engelsen wisten de Fransen compleet te verrassen en konden naar het zuiden optrekken. Eduards doel was een grootschalige aanval over Frans gebied uit te voeren om het moreel en de welvaart van zijn vijand te doen slinken. Zijn soldaten plunderden elk dorp dat ze tegen kwamen. De steden Carentan, Saint-Lô en Torteval werden vernietigd door het voorbijtrekkende leger. De Engelse vloot voer parallel aan het leger langs de Franse kust en plunderde de kustgebieden, waarbij er dermate veel werd buitgemaakt dat sommige schepen afhaakten omdat hun ruim helemaal vol zaten. De vloot bracht tevens ruim 100 schepen tot zinken, waarvan er 61 waren omgebouwd voor militair gebruik. Caen, het culturele, politieke, religieuze en financiële centrum van het noordwesten van Normandië, werd op 26 juli bestormd en de daaropvolgende vijf dagen geplunderd. Op 1 augustus trokken de Engelsen weer verder, in de richting van de Seine.

Kaart van de route die Eduard III met zijn troepen aflegde in 1346

De Fransen bevonden zich hierdoor in een lastige positie. Hun hoofdmacht zat vast in de zich maar voortslepende belegering van Aiguillon in het zuidwesten. Na zijn verrassingslanding in Normandië plunderde Eduard enkele van de rijkste landgoederen van Frankrijk en liet hij zien ongestoord door Frankrijk te kunnen marcheren. Bovendien viel op 2 augustus een kleine Engelse legermacht, gesteund door een grote hoeveelheid Vlamingen, Frankrijk binnen vanuit Vlaanderen. De Franse verdediging aldaar was volledig ontoereikend. Op 29 juli roep Filips IV alle gezonde mannen in Noord-Frankrijk onder de wapenen en riep hen op zich te verzamelen bij Rouen, waar hij zelf de 31e arriveerde. Hij trok meteen naar het westen om het op te nemen tegen Eduard met een slecht georganiseerd en onvoldoende uitgerust leger. Vijf dagen later keerde hij terug in Rouen en brak hij de brug over de Seine achter zich af. Op 7 augustus bereikten de Engelsen 19 kilometer ten zuiden van Rouen de Seine en begonnen ze de buitenwijken te plunderen. Filips stuurde, onder druk van vertegenwoordigers van de paus, vredesvoorstellen naar de Engelsen. Eduard liet echter weten geen tijd te willen spenderen aan zinloze gesprekken en stuurde Filips' afgevaardigden weg. Op 12 augustus had Eduard leger haar kamp opgeslagen bij Poissy, 32 kilometer van Parijs, na in de dagen ervoor aan de linkeroever van de Seine een 60 kilometer brede strook aan verwoestingen te hebben aangericht.
Op 16 augustus brandde Eduard Poissy af en marcheerde hij richting het noorden. De Fransen voerden een tactiek van de verschroeide aarde toe, waarbij ze alle voedselvoorraden weghaalden en de Engelsen dwongen zich over een groter gebied te verspreiden in hun zoektocht naar eten, wat een grote vertraging opleverde. Groepen Franse boeren vielen enkele van de kleine groepen Engelse soldaten aan. Filips bereikte ondertussen de rivier de Somme een dag voordat Eduard daar aan kwam. Hij vestigde zich in Amiens en stuurde grote eenheden naar elke brug over en voorde in de Seine tussen Amiens en de zee. De Engelsen zaten nu vast in een gebied dat nog maar weinig voedsel bevatte. De Fransen verlieten Amiens en trokken naar het westen, richting de Engelsen. Ze wilden nu het gevecht wel aangaan, omdat zij het voordeel hadden een Engelse aanval te kunnen afwachten.
Eduard was vastbesloten de Franse blokkade van de Somme te doorbreken en verkende diverse plekken om over te steken, maar aanvallen op Hangest en Pont-Remy mislukten. De Engelse voorraden namen snel af en het moreel in het leger zakte sterk. In de avond van 24 augustus hadden de Engelsen hun kamp ten noorden van Acheux opgeslagen, terwijl de Fransen 10 kilometer verderop bij Abbeville waren gelegerd. 's Nachts werd Eduard echter, door een lokale Engelsman of een Franse gevangene, verteld over een voorde genaamd Blanchetaque, dat slechts 6 kilometer verderop lag bij het dorp Saigneville. Eduard liet het kamp onmiddellijk opbreken en trok met zijn volledige leger naar de voorde.

## Veldslag

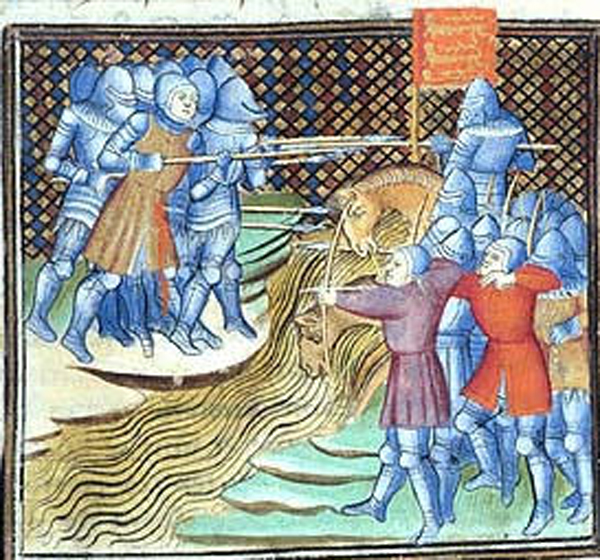
The Battle of Blanchetaque, zoals weergegeven in een kroniek uit de 14e eeuw

Toen de Engelsen bij de rivier aankwamen, ontdekten ze dat de Fransen de voorde hadden versterkt. Aan de overzijde stonden 3.500 soldaten, waaronder 500 voetsoldaten en een onbekend aantal kruisboogschutters, onder het bevel van de ervaren Franse generaal Godemar du Fay. De voorde was 1.800 meter breed en bevond zich slechts 16 kilometer van de kust, waardoor het vanwege het getijde maar een paar uur per dag doorwaardbaar was. Toen de Engelsen arriveerden was het vloed en het waterpeil zou pas over enkele uren zakken. De Franse troepen stelden zich op in drie rijen langs de noordelijke oever, waarbij de beste soldaten, de 500 voetsoldaten, zich in het midden positioneerden.
Rond 9 uur 's ochtends begon een groep Engelse boogschutters onder baron Hugh le Despencer de voorde over te steken. Ze kwamen meteen onder vuur te liggen van de Franse kruisboogschutters, maar de Engelsen hadden het voordeel dat ze drie keer sneller hun pijlen konden afschieten dan de Fransen. Terwijl hun kruisboogschutters het onderspit begonnen te delven, liepen enkele Franse voetsoldaten de rivier in, in een poging de boogschutters te verdrijven. De Engelsen hadden hun eigen soldaten paraat staan en toen ze zagen dat de Fransen zich gereed maakten om de boogschutters aan te vallen, stapten ze de rivier in en gingen het gevecht aan met de Fransen in een chaotisch gevecht aan de waterkant.
De druk van de Engelsen zorgde ervoor dat het gevecht zich steeds meer naar de Franse kant verplaatste. Hierdoor konden de boogschutters ook weer verder optrekken, op de voet gevolgd door de ongeduldige cavalerie. Zo werden er steeds meer Engelse troepen het bruggenhoofd in gestuurd en na een korte strijd vluchtten de Fransen in de richting van het 10 kilometer verderop gelegen Abbeville. Zoals gewoonlijk werden er onder de voetsoldaten geen gevangenen genomen. Godemar raakte zwaargewond, maar wist te ontsnappen. Anderhalf uur nadat de Franse linies waren doorbroken, was het hele Engelse leger de rivier overgestoken.

## Nasleep
Nadat de Fransen zich teruggetrokken hadden, marcheerde Eduard 14 kilometer verder naar Crécy-en-Ponthieu, waar hij een defensieve positie inrichtte. De Fransen waren er dermate van overtuigd geweest dat de Engelsen niet bij de Somme konden doorbreken, dat zij niet de moeite hadden genomen het gebied van voedsel te ontdoen. De Engelsen konden zich hierdoor weer bevoorraden. Op 28 augustus werd het Franse leger onder Filips op deze plek beslissend verslagen tijdens de slag bij Crécy. Eduard eindigde zijn veldtocht door Calais te belegeren en nadat deze stad zich na 12 maanden had overgegeven, konden de Engelsen beschikken over een toevoerhaven in Frankrijk.

## Referentielijst
1. ↑  Prestwich 2007, p. 394.
2. ↑  Harris 1994, p. 8.
3. ↑  Sumption 1990, p. 184.
4. ↑  DeVries 1996, p. 189.
5. ↑  Prestwich 2007, p. 314.
6. ↑  Sumption 1990, pp. 455–457.
7. ↑  Lucas 1929, pp. 519–524.
8. ↑  Prestwich 2007, p. 315.
9. ↑  Sumption 1990, pp. 461–463.
10. ↑  Gribit 2016, p. 1.
11. ↑  Sumption 1990, pp. 476–478.
12. 1 2 3  Wagner 2006, p. 3.
13. ↑  Sumption 1990, p. 485.
14. ↑  Sumption 1990, p. 484.
15. ↑  Rodger 2004, p. 102.
16. 1 2  Burne 1999, p. 138.
17. ↑  Fowler 1961, p. 234.
18. 1 2  Sumption 1990, p. 494.
19. ↑  Oman 1998, p. 131.
20. 1 2  Allmand 2005, p. 15.
21. 1 2  Rodger 2004, p. 103.
22. ↑  Rogers 1994, p. 92.
23. ↑  Sumption 1990, p. 507.
24. ↑  Sumption 1990, pp. 507–510.
25. ↑  Sumption 1990, pp. 512–513.
26. ↑  Rogers 2000, pp. 252, 257.
27. ↑  Sumption 1990, pp. 514–515.
28. ↑  Sumption 1990, pp. 520–521, 522.
29. 1 2  Ormrod 2012, p. 277.
30. ↑  Sumption 1990, p. 521.
31. ↑  Prestwich 2003, p. 156.
32. 1 2 3  Hardy 2010, p. 64.
33. ↑  Burne 1999, p. 158.
34. ↑  DeVries 1996, p. 158.
35. ↑  Oman 1998, p. 133.
36. ↑  Sumption 1990, p. 523.
37. 1 2  Burne 1999, p. 159.
38. ↑  King 2002, pp. 269–270.
39. 1 2  Rogers 2000, p. 263.
40. ↑  Rogers 2000, p. 264.
41. ↑  Sumption 1990, pp. 524–525.
42. ↑  Sumption 1990, pp. 526–531.
43. ↑  Rogers 1994, p. 99.
44. ↑  Burne 1999, pp. 207–217.